# Bradley Wiggins
Pour les articles homonymes, voir Wiggins.
Sir Bradley Wiggins est un cycliste britannique né le 28 avril 1980 à Gand (Belgique). Professionnel entre 2002 et 2016, il est spécialiste de la poursuite, a été champion olympique de poursuite individuelle en 2004 et 2008 et de poursuite par équipes en 2008 et 2016, et champion du monde de poursuite individuelle en 2003, 2007 et 2008, par équipes en 2007 et 2008, et de l'américaine en 2008. Il se consacre davantage au cyclisme sur route à partir de 2009. Troisième du Tour de France cette année-là,, il a remporté le Critérium du Dauphiné en 2011 et 2012, Paris-Nice en 2012, le Tour de Romandie en 2012 et s'est classé deuxième du Tour d'Espagne 2011. Le 22 juillet 2012, il devient le premier Britannique vainqueur d'un Tour de France, devant son coéquipier et compatriote Christopher Froome. Il devient champion olympique du contre-la-montre un mois plus tard à Londres et champion du monde de la spécialité en 2014. Entre juin 2015 et avril 2019, il est détenteur du record de l'heure, en ayant parcouru 54,526 km. Son père est le coureur cycliste Gary Wiggins. Il annonce sa retraite sportive le 28 décembre 2016. Il essaie par la suite sans succès une reconversion en aviron.

## Biographie

### Jeunesse et carrière amateur
Bradley Wiggins naît le 28 avril 1980 à Gand, en Belgique. Sa mère, Linda, est britannique et son père est Gary Wiggins, cycliste australien qui fait carrière en Belgique. Deux ans après la naissance de Bradley Wiggins, sa mère rentre à Londres afin de les protéger de la violence de ce dernier. À la fin de sa carrière, Gary Wiggins rentre en Tasmanie. Bradley Wiggins ne voit plus son père pendant quatorze ans. Il grandit avec sa mère à Londres, dans le quartier de Maida Vale,. En 2008, lorsqu'il publie son autobiographie « In Pursuit of Glory », il raconte sa difficile relation avec son père Gary. Il rapporte également qu'il est devenu dépressif après les Jeux olympiques d'Athènes de 2004 et qu'il a commencé à boire. Cependant, il est revenu à la raison grâce à la naissance de son fils Ben et au souvenir de son abandon par son père alcoolique.
Pendant son enfance, Bradley Wiggins est passionné par le cyclisme et son histoire : « J’ai grandi avec des posters de Miguel Indurain, de Johan Museeuw sur les murs de ma chambre. Un gamin anglais rêve de lever la FA Cup mais moi, je me disais plutôt qu’être sur le Dauphiné ou le Tour ce serait un rêve, je savais ce que ces courses représentaient. » Il commence à pratiquer le cyclisme sur la piste du vélodrome de Herne Hill à l'âge de douze ans, poussé par sa mère et inspiré par la victoire de Chris Boardman dans le tournoi de poursuite des Jeux olympiques de Barcelone,. Durant l'hiver 1993-1994, il s'entraîne avec l'Archer Road Club (en), club de l'ouest londonien dont son père a été membre,. Il obtient ensuite des sponsors personnels : d'abord les cycles Condor,, puis Team Brite.
En 1998, il remporte le titre de champion du monde de poursuite individuelle en catégorie juniors, à Cuba. Il participe aux Jeux du Commonwealth en Malaisie avec l'équipe d'Angleterre. Il y obtient la médaille de bronze de la poursuite par équipes.
En octobre 1999, il dispute ses premiers championnats du monde sur piste à Berlin. Il se classe dixième de l'américaine avec Robert Hayles. Dans le tournoi de poursuite par équipes, l'équipe qu'il forme avec Robert Hayles, Matthew Illingworth (en) et Bryan Steel s'incline en quart de finale face à l'équipe d'Ukraine. En novembre, il prend part aux Six jours de Gand avec Robert Hayles et devient, à 19 ans, le plus jeune coureur à disputer et terminer ce type de course.
En 2000, il participe aux Jeux olympiques à Sydney en Australie. Il y obtient la médaille de bronze en poursuite par équipes avec Chris Newton, Paul Manning et Bryan Steel, et se classe quatrième de l'américaine avec Robert Hayles. Un mois plus tard, il dispute les championnats du monde à Manchester. Avec Chris Newton, Paul Manning et Jonathan Clay (en), il obtient la médaille d'argent en poursuite par équipes, en étant battu par l'équipe d'Allemagne en finale. En fin d'année, il dispute de nouveau des courses de six jours avec Robert Hayles. Ils prennent notamment la troisième place des Six jours de Grenoble.
Bradley Wiggins est recruté pour la saison 2001 par l'équipe professionnelle Linda McCartney-Jaguar (en). Celle-ci est cependant dissoute à la fin du mois de janvier. Wiggins reste donc amateur cette année. Durant le premier semestre, il court sur route, notamment en équipe de Grande-Bretagne. Avec celle-ci, il se classe troisième du Tour de Rhodes, remporté par Fabian Cancellara, puis gagne le classement général et les deux premières étapes du Cinturón a Mallorca en avril puis en mai le classement général et la première étape de la Flèche du Sud, au Luxembourg. Il revient ensuite à la piste. En juin, aux championnats d'Europe des moins de 23 ans, il remporte la médaille d'or de la poursuite individuelle. En septembre, aux championnats du monde à Anvers, il obtient comme l'année précédente la médaille d'argent de la poursuite par équipes, avec Chris Newton, Paul Manning et Bryan Steel, en s'inclinant en finale face à l'équipe d'Ukraine. Il termine huitième du tournoi de poursuite individuelle.

### Carrière professionnelle

#### Débuts professionnels sur route et premiers titres sur piste

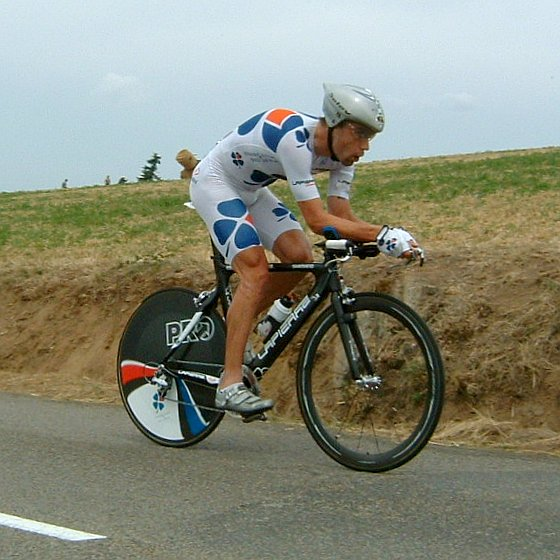
Bradley McGee, coéquipier de Wiggins sur route, adversaire sur la piste

Repéré par Marc Madiot lors du Circuit des Mines en 2001, Bradley Wiggins est recruté par l'équipe La Française des jeux, qui lui fait signer un contrat de deux ans. Parmi ses nouveaux coéquipiers figure l'Australien Bradley McGee, lui aussi spécialiste de la poursuite. La première course sur route à laquelle Bradley Wiggins participe avec sa nouvelle équipe est le Tour du Qatar, en janvier. Il n'obtient pas de victoire sur route durant cette saison. Ses meilleurs résultats sont la deuxième place du contre-la-montre inaugural du Tour de l'Avenir, dans la même seconde que le vainqueur Filippo Pozzato, et la troisième place de l'avant dernière étape, remportée par son coéquipier Jimmy Casper. Il continue de courir sur piste. En juillet, il est médaillé d'argent aux Jeux du Commonwealth, à Manchester, en poursuite par équipes et en poursuite individuelle, où il est battu en finale par Bradley McGee. En septembre, il dispute les championnats du monde à Copenhague. Il y obtient la médaille de bronze de la poursuite par équipes avec Paul Manning, Bryan Steel et Chris Newton, et se classe cinquième du tournoi de poursuite individuelle, remporté par Bradley McGee.
Au printemps 2003, Bradley Wiggins dispute le Tour d'Italie, son premier grand tour. Il quitte la course après la 18e étape qu'il termine hors délai, avec 34 autres coureurs. Durant l'été, il obtient son premier titre de champion du monde de poursuite, à Stuttgart. Bradley McGee, tenant du titre, est souffrant et ne participe pas. En finale, Wiggins bat un autre Australien, Luke Roberts. En poursuite par équipes, Bradley Wiggins, Robert Hayles, Paul Manning et Bryan Steel prennent la médaille d'argent. Ils sont dominés en finale par les Australiens, qui battent le record du monde. En septembre, Wiggins obtient sa première victoire professionnelle sur route, en gagnant la première étape du Tour de l'Avenir, un contre-la-montre de 10,7 km. Malade, il doit quitter la course trois jours plus tard, avec le maillot jaune.
En 2004, Bradley Wiggins est engagé par l'équipe Crédit agricole de Roger Legeay. Chris Boardman, ancien coureur anglais champion du monde et olympique de poursuite, et qui conseille Wiggins depuis plusieurs mois, a effectué toute sa carrière professionnelle au sein de cette équipe. Lors des Jeux olympiques d'Athènes, Wiggins remporte la médaille d'or en poursuite individuelle après avoir battu le record olympique lors des qualifications, en 4 minutes 15 secondes 165. En poursuite par équipes, l'équipe de Grande-Bretagne formée par Bradley Wiggins, Steve Cummings, Rob Hayles et Paul Manning obtient la médaille d'argent en poursuite par équipes en s'inclinant en finale face à l'équipe d'Australie. Enfin, associé à Robert Hayles, il est médaillé de bronze de la course à l'américaine. Il est le premier Britannique à obtenir trois médailles lors de Jeux olympiques depuis 1964. Ses performances lui valent d'être nommé officier de l'ordre de l'Empire britannique (OBE).

#### 2005-2006: deux années consacrées à la route
À l'issue de la saison 2004, Bradley Wiggins décide de délaisser la piste pendant deux ans, afin de se consacrer à la route, et d'y revenir ensuite pour préparer les Jeux olympiques de 2008,,.
En septembre 2005, il décide de rejoindre l'équipe française Cofidis pour les saisons 2006 et 2007. Il choisit cette équipe afin qu'elle le place « en situation idéale pour le prologue du Tour de France [en 2007] à Londres ». En début de saison, il se classe septième du prologue de Paris-Nice puis dispute plusieurs classiques (Milan-San Remo, Gand-Wevelgem, Paris-Roubaix). En juillet, il participe à son premier Tour de France. Il prend la seizième place du prologue et termine à la 124e place du classement général.

#### Retour à la piste: cinq titres mondiaux et deux titres olympiques

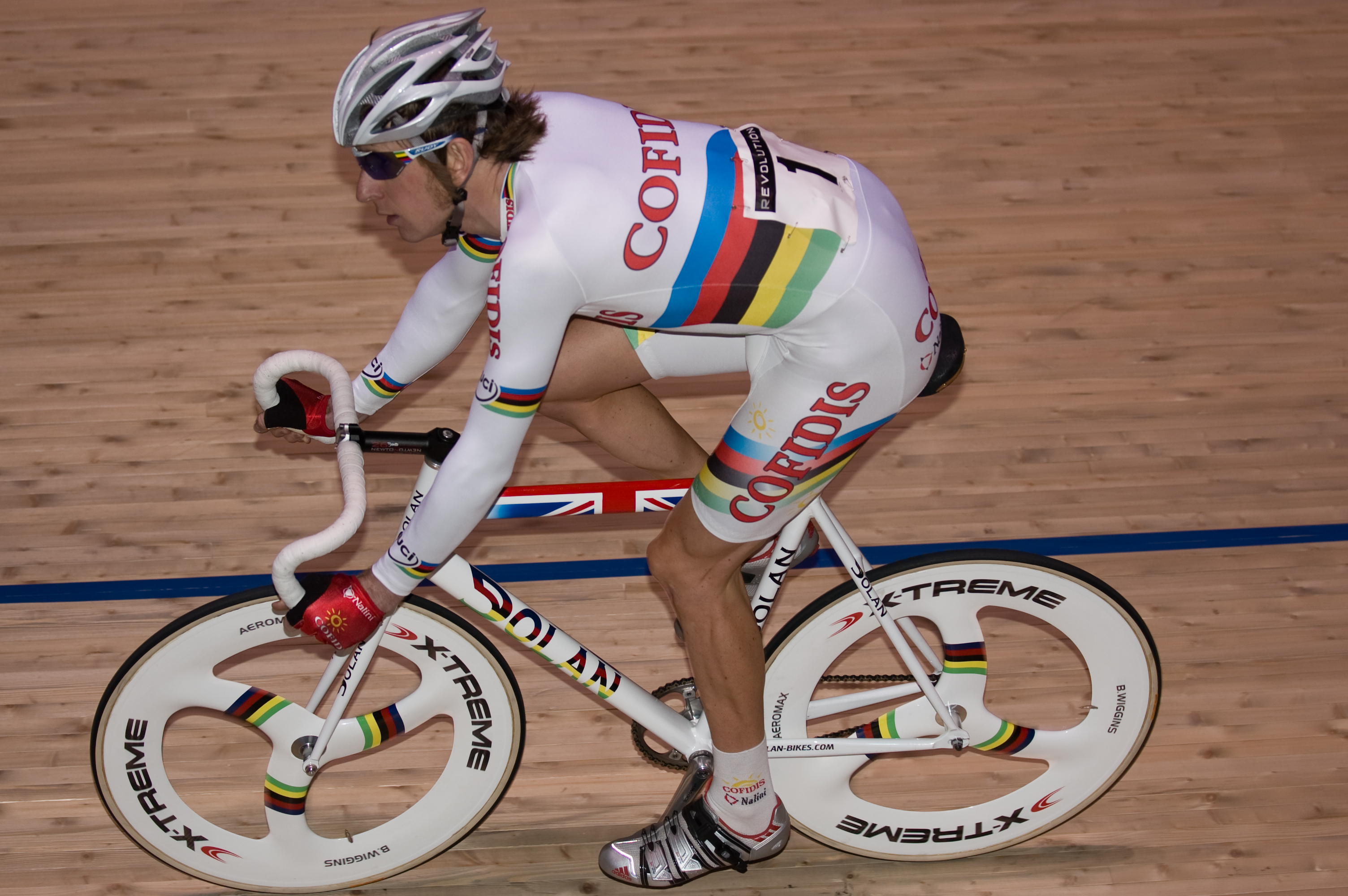
Bradley Wiggins vêtu du maillot arc-en-ciel en 2007

En début d'année 2007, Bradley Wiggins reprend sur piste lors de la manche de Coupe du monde de Manchester, où il remporte les tournois de poursuite individuelle et par équipes. En mars, pour la première fois depuis 2004, il prend part aux championnats du monde, à Palma de Majorque. Il obtient son premier titre de champion du monde de poursuite par équipes avec Edward Clancy, Geraint Thomas et Paul Manning puis conserve son titre en poursuite individuelle en battant Robert Bartko en finale. Avec Robert Hayles, il prend la treizième place de l'américaine, lors de laquelle il visait une médaille. Il revient ensuite à la route. Suivant les conseils de son entraîneur Chris Boardman durant l'hiver, il s'améliore dans les prologues. Deuxième de celui du Circuit de la Sarthe derrière Andreas Klöden en avril, il remporte en mai l'étape contre-la-montre de neuf kilomètres qui ouvre les Quatre Jours de Dunkerque. Le mois suivant, il s'impose lors du prologue du Critérium du Dauphiné libéré à Grenoble et est dès lors considéré comme l'un des favoris du prologue du Tour,. Celui-ci passe près de Hyde Park, où il a grandi et commencé le cyclisme. Le Maire de Londres Ken Livingstone lui donne à cette occasion le titre d'« ambassadeur du cyclisme à Londres ». Wiggins prend la quatrième place de ce prologue, à 23 secondes du vainqueur Fabian Cancellara, derrière Andreas Klöden et George Hincapie. Lors de la sixième étape, entre Semur-en-Auxois et Bourg-en-Bresse, il est échappé seul pendant 190 des 200 kilomètres de course. Il est rattrapé par le peloton à sept kilomètres de l'arrivée et reçoit le prix de la combativité,. Une semaine plus tard, il est quatrième du contre-la-montre de 54 kilomètres disputé autour d'Albi. Il ne termine pas ce Tour de France : l'Italien Cristian Moreni, coureur de Cofidis, est contrôlé positif à la testostérone et l'équipe Cofidis décide de se retirer du Tour. Wiggins, qui était alors 138e au classement général, qualifie que ce qu'a fait Moreni relève de la « pure stupidité »,.
En octobre 2007, il signe un contrat avec l'équipe High Road pour la saison 2008.

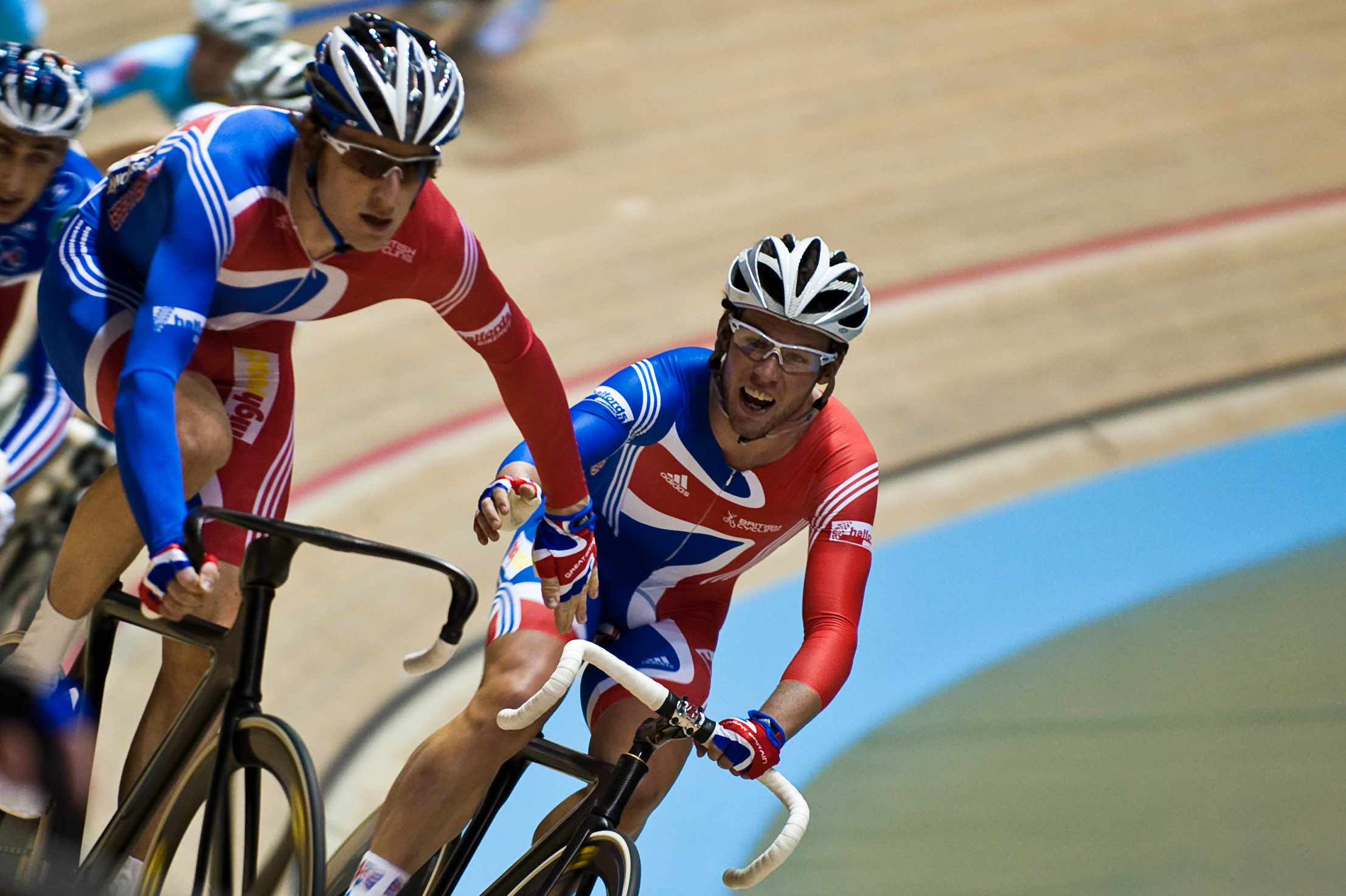
Bradley Wiggins et Mark Cavendish aux championnats du monde sur piste à Manchester, lors de la course à l'américaine

En mars, il dispute les championnats du monde sur piste au vélodrome de Manchester. Il y remporte trois médailles d'or. Il conserve son titre en poursuite individuelle, en battant en finale le Néerlandais Jenning Huizenga qui l'a auparavant devancé en qualifications. L'équipe britannique qu'il forme avec Edward Clancy, Paul Manning et Geraint Thomas conserve le titre mondial en poursuite par équipes et bat en finale le record du monde, en parcourant les 4 kilomètres en 3 minutes 56 secondes 322,. Enfin, avec Mark Cavendish, son nouveau coéquipier sur route au sein de l'équipe High Road, il devient champion du monde de l'américaine. Les Britanniques remportent neuf des dix-huit titres mondiaux mis en jeu lors de ces championnats du monde. Il remporte lors des Jeux olympiques de Pékin deux titres olympiques, portant son total à trois.
En août, il se rend à Pékin pour les Jeux olympiques. Il devient champion olympique de poursuite individuelle en dominant en finale le Néo-Zélandais Hayden Roulston, après avoir battu le record olympique en qualifications, en 4 minutes 15 secondes 031. Avec Clancy, Manning et Thomas, il remporte la médaille d'or de la poursuite par équipes et bat le record du monde à deux reprises : en demi-finales face aux Russes, en 3 minutes 55 secondes 202, puis en finale face aux Danois, en 3 minutes 53 secondes 314,. Enfin, dans la course à l'américaine, il est à nouveau associé à Mark Cavendish et prend la neuvième place. La délégation britannique domine les compétitions de cyclisme sur piste lors de ces Jeux en s'adjugeant sept des dix titres olympiques. Comme les autres médaillés britanniques de ces Jeux, Wiggins est décoré de l'ordre de l'Empire britannique : il en devient commandeur (CBE) tandis que Chris Hoy, trois fois médaillé d'or, est fait chevalier.
En octobre 2008, Bradley Wiggins publie son autobiographie, In Pursuit of Glory (À la recherche de la gloire) et il annonce sa signature pour l'équipe Garmin-Slipstream pour la saison 2009.

#### Révélation au Tour de France 2009 avec Garmin-Slipstream

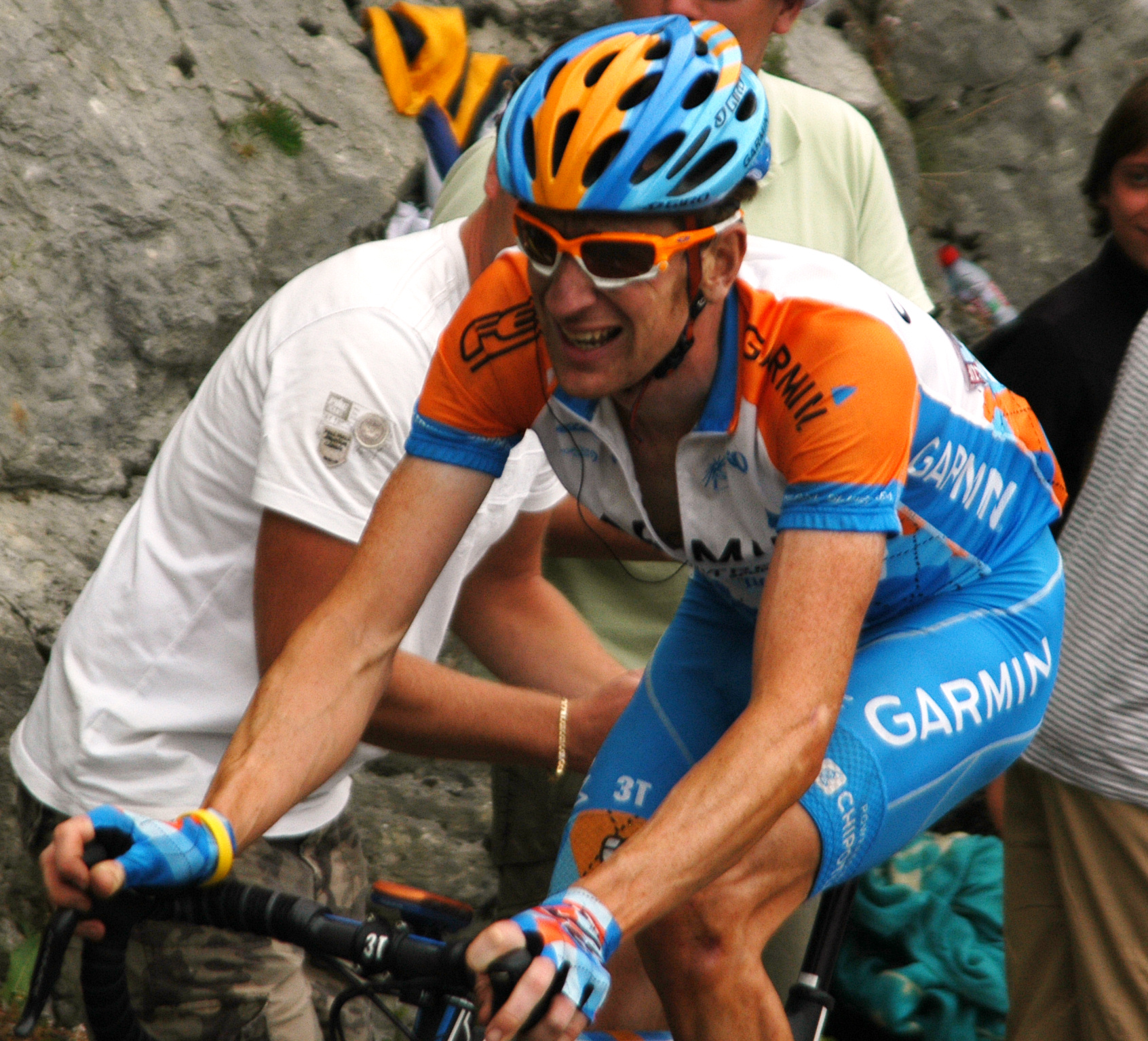
Bradley Wiggins pendant le Tour de France 2009.

Comme après les Jeux olympiques de 2004, Bradley Wiggins tourne le dos à la piste à l'issue de la saison 2008 afin d'obtenir des résultats sur route avec Garmin-Slipstream, notamment au Tour de France,.
La première course que Wiggins dispute avec sa nouvelle équipe est le contre-la-montre par équipes ouvrant le Tour du Qatar, qu'elle remporte. Ayant passé la ligne d'arrivée le premier, Wiggins porte le maillot jaune le lendemain. En mars, il échoue à la deuxième place du prologue de Paris-Nice, derrière Alberto Contador. Trois semaines plus tard, il est deuxième du contre-la-montre du Critérium international, battu cette fois par Tony Martin. En avril, il remporte l'étape contre-la-montre des Trois jours de La Panne, puis participe à Gand-Wevelgem (23e) et Paris-Roubaix (25e). En mai, il prend le départ du Tour d'Italie, qui fête son centenaire, avec pour leader Christian Vande Velde. Celui-ci doit cependant abandonner dès la troisième étape à cause d'une chute. Wiggins peut dès lors rouler pour lui-même. En finissant notamment 21e de la cinquième étape à l'Alpe de Siusi, il montre de nets progrès en montagne qu'il attribue à la perte de cinq kilogrammes pendant l'hiver, à un travail spécifique en montagne et à une activité réduite sur piste. Il prend les sixième et deuxième places des deux étapes contre-la-montre et termine ce Giro à la 71e place du classement général.
En juillet, l'équipe Garmin-Slipstream se présente au départ de son deuxième Tour de France avec pour leader Vande Velde, quatrième en 2008, dont la forme est incertaine à cause des blessures contractées lors du Tour d'Italie. Wiggins est avec David Millar et David Zabriskie l'un des spécialistes du contre-la-montre de l'équipe, et est comme Millar susceptible de s'exprimer en montagne,. Il termine troisième de la 1re étape, un contre-la-montre à Monaco, puis, avec l'équipe Garmin-Slipstream, il prend la deuxième place du contre-la-montre par équipes de la quatrième étape en dépit de la perte de quatre coureurs dès le début de l'épreuve. Lors de la première arrivée en altitude, Wiggins franchit la ligne à une surprenante 12e place, ce qui lui vaut d'être cinquième au classement général. Il enregistre le meilleur classement pour un Britannique lors de la deuxième semaine de course sur un Tour de France depuis Robert Millar. La semaine suivante, la deuxième arrivée en altitude, à Verbier, est encore meilleure pour Wiggins qui termine cinquième de l'étape et monte à la troisième place au général. Malgré son statut de spécialiste de la piste, il montre là des capacités de grimpeurs qui lui permettent de suivre les meilleurs. Il termine ce Tour à la troisième place du classement général à Paris,.

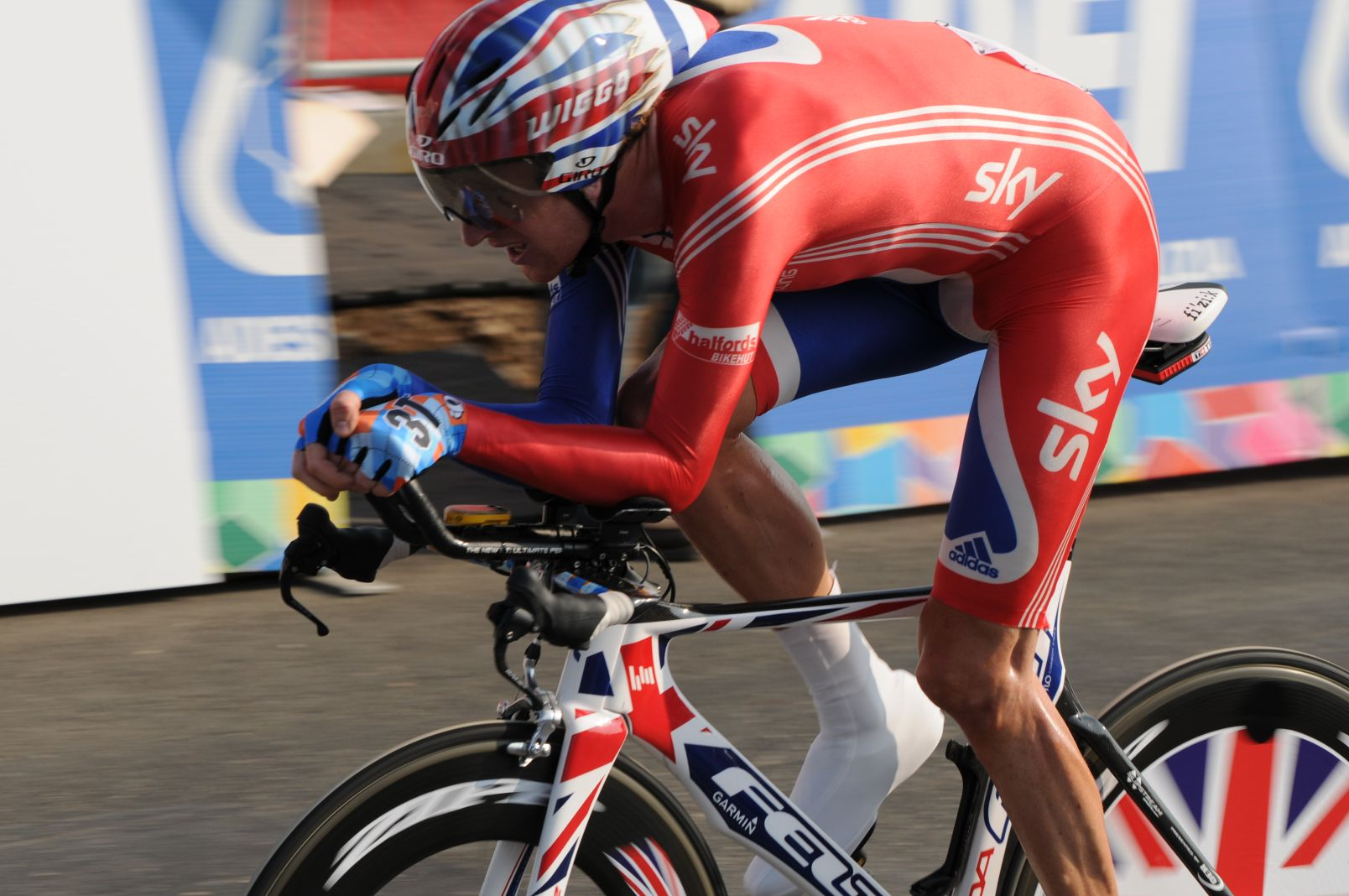
Lors du championnat du monde du contre-la-montre à Mendrisio

De retour à la compétition en août, il dispute l'Eneco Tour, puis remporte le championnat de Grande-Bretagne du contre-la-montre, son premier titre national sur route. À la fin du mois de septembre, aux championnats du monde sur route, à Mendrisio en Suisse, il ne participe pas à la course en ligne pour se concentrer sur le contre-la-montre, où il représente la Grande-Bretagne avec Christopher Froome. Il y est rattrapé par Fabian Cancellara, qui décroche son troisième titre mondial. En fin de course, il subit un problème mécanique qui le contraint à changer de vélo. Il est alors rattrapé par Gustav Larsson, deuxième. De la quatrième place au cinquième point intermédiaire, il passe à la 21e place du classement final, à près de cinq minutes de Cancellara,.
Il termine sa saison en s'imposant au classement général du Herald Sun Tour, en Australie, après avoir remporté l'étape contre-la-montre.

#### 2010: débuts chez Sky
En décembre 2009, Bradley Wiggins signe un contrat de quatre ans avec l'équipe Sky, après plusieurs semaines de tractations entre cette équipe et son ancienne équipe, Garmin-Slipstream. Créée à l'initiative de British Cycling, la fédération britannique de cyclisme, l'équipe Sky est dirigée par David Brailsford, directeur de la performance de British Cycling, et a pour responsable de l'entraînement l'Australien Shane Sutton, auparavant entraineur de l'équipe nationale britannique. Parmi les autres recrues de cette nouvelle équipe figurent un autre membre de Garmin-Slipstream, Christopher Sutton, et les « poursuiteurs » Geraint Thomas et Steve Cummings, qui ont été membres de l'équipe de Grande-Bretagne à ses côtés lors de Jeux olympiques ou de championnats du monde.
Comme à son arrivée chez Garmin-Slipstream, il commence sa saison chez Sky avec une victoire au contre-la-montre par équipes du Tour du Qatar.
En février, il est deuxième du contre-la-montre du Tour d'Andalousie. En mars, il termine troisième du classement général et de l'étape contre-la-montre du Tour de Murcie, devancé par František Raboň et Denis Menchov. En avril, il est 33e du Tour du Pays basque puis dispute les classiques ardennaises.
En mai, au Tour d'Italie, Bradley Wiggins est le leader de l'équipe Sky, dont c'est le premier grand tour. Il remporte la première étape contre-la-montre à Amsterdam, aux Pays-Bas. Retardé par une chute le lendemain, il perd le maillot rose. Lors de la troisième étape, à nouveau victime d'une chute, il perd près de 4 minutes,. Deux jours plus tard, l'équipe Sky prend la deuxième place du contre-la-montre par équipes, battue de treize secondes par l'équipe Liquigas-Doimo. Lors de la onzième étape, Wiggins fait partie d'un groupe d'échappés d'une quarantaine de coureurs qui arrivent à L'Aquila avec près de 13 minutes d'avance sur le peloton des favoris. Cette étape permet à Wiggins de se replacer parmi les prétendants au classement général : de 24e avec onze minutes de retard sur Alexandre Vinokourov, il passe à la dixième place, à huit minutes de Richie Porte. Il perd cependant toute chance de bien figurer au classement général lors de la quinzième étape, en arrivant avec plus de 25 minutes de retard au Monte Zoncolan. Il prend la septième place de la dernière étape, disputée contre-la-montre, et termine ce Giro à la 40e place.
Après plus d'un mois sans compétition, Wiggins aborde le Tour de France avec le statut de leader de l'équipe Sky, et s'estime en bonne forme et confiant dans ses chances d'accéder au podium,. Lors du prologue à Rotterdam, il part avant les autres favoris, espérant éviter la pluie prévue en fin d'après-midi. Celle-ci tombe cependant pendant la course de Wiggins et épargne les derniers coureurs partis. Wiggins est 77e de ce prologue, à 56 secondes du vainqueur Fabian Cancellara. Trois jours plus tard, il est huitième à Arenberg lors d'une étape empruntant des routes pavées. Il termine la première semaine de course distancé sur la montée menant à Avoriaz et perd une minute et 45 secondes sur le vainqueur du jour, Andy Schleck. Lors de l'étape suivante, il ne peut pas suivre Schleck et Alberto Contador dans le col de la Madeleine et leur concède près de cinq minutes. Il admet qu'il n'est pas dans sa meilleure forme, revoit ses ambitions et préfère se concentrer sur l'avant-dernière étape, un contre-la-montre,,. Il en prend la neuvième place, à 3 minutes et 33 secondes de Cancellara, et termine ce Tour à la 24e place. Wiggins fait du Tour de Grande-Bretagne son seul objectif de fin de saison et renonce à participer aux championnats du monde et aux Jeux du Commonwealth afin de faire une vraie pause à l'issue de cette première saison mitigée avec Sky. Il remporte auparavant, pour la deuxième fois, le championnat de Grande-Bretagne contre-la-montre, puis termine 35e du Tour de Grande-Bretagne.

#### 2011: victoire sur le Dauphiné et2ede la Vuelta

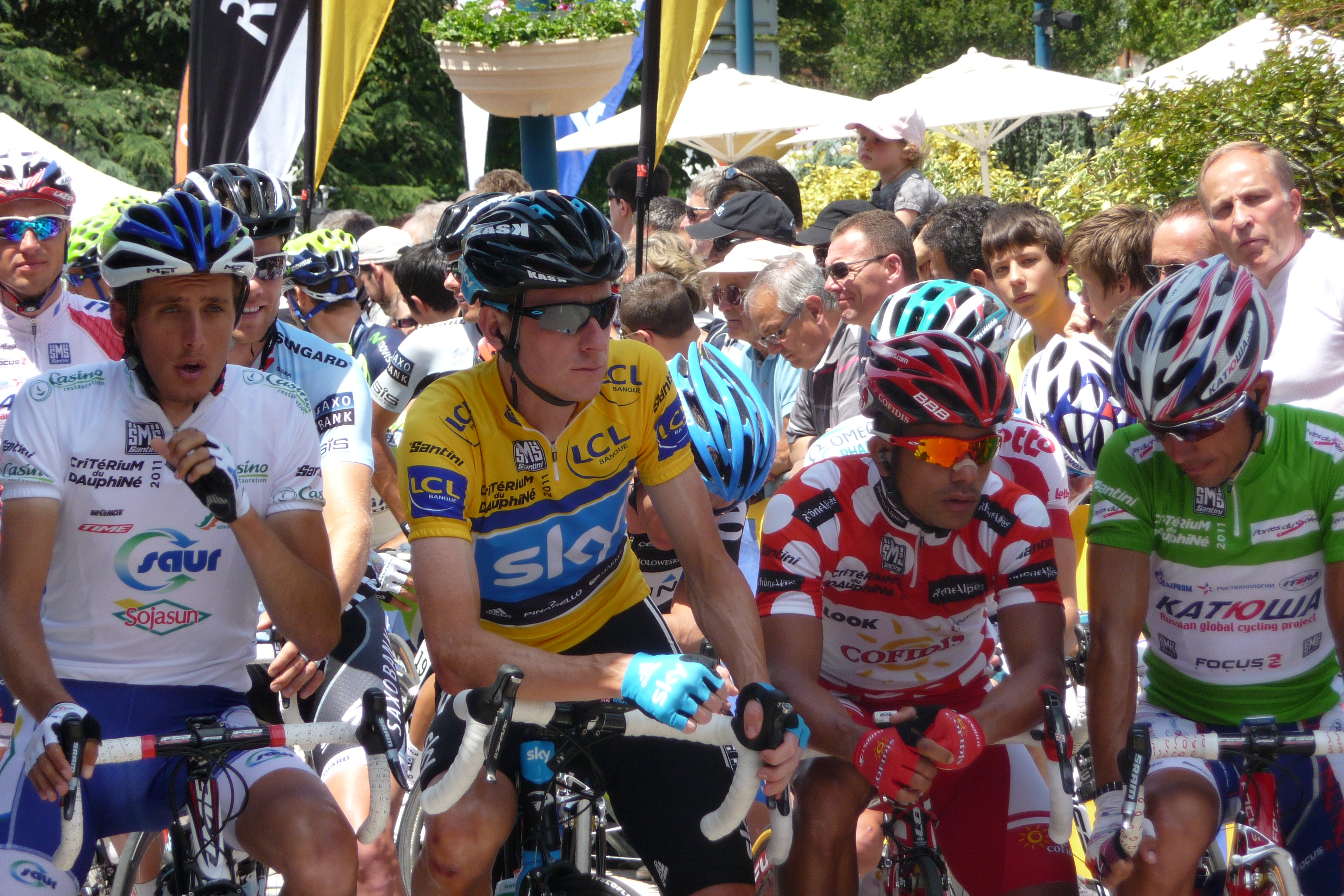
Bradley Wiggins en jaune au départ de la dernière étape du Critérium du Dauphiné 2011

En abordant la saison 2011, Wiggins estime que l'équipe Sky et lui-même se sont trop focalisés sur le Tour de France. Il décide par conséquent de faire des courses comme Paris-Nice, le Critérium du Dauphiné, des objectifs à part entière durant la première partie de la saison, et de renoncer à disputer le Tour d'Italie,. Afin d'être performant dès le début de la saison, il dispute le Tour du Qatar et une manche de Coupe du monde sur piste à Manchester, où il remporte la poursuite par équipes. Lors de Paris-Nice, il prend la deuxième place du contre-la-montre à Aix-en-Provence, derrière Tony Martin, et termine troisième du classement général, devancé par Martin et Andreas Klöden. Au Critérium international, il est à nouveau deuxième du contre-la-montre, battu cette fois par Klöden. En mai, il s'impose lors du contre-la-montre du Tour de Bavière, où il devance Fabian Cancellara de plus de 30 secondes. En 2011, il remporte le Critérium du Dauphiné, sans gagner d'étape. Il s'empare du maillot jaune à l'issue de la troisième étape, un contre-la-montre dont il prend la deuxième place derrière Tony Martin, et conserve jusqu'à la fin de la semaine la première place du classement général. Il obtient dans la foulée le titre de champion de Grande-Bretagne sur route. Considéré comme un des favoris du Tour de France après cette victoire, il abandonne pendant la 7e étape après une chute, souffrant d'une fracture de la clavicule. Il s'engage sur le Tour d'Espagne, et se révèle très vite en forme en haute montagne. Il s'empare du maillot rouge de leader en ayant fait craquer tous les favoris : Vincenzo Nibali, Joaquim Rodríguez, Igor Antón, Michele Scarponi, mais seuls Christopher Froome, son coéquipier, et Juan José Cobo parviennent à le suivre. Lors de l'Angliru, célèbre col espagnol, il est distancé par Cobo et Froome, terminant cinquième à deux minutes de Cobo. Il perd du coup son maillot de leader au profit de Cobo. Il finit le Tour d'Espagne troisième derrière la révélation Froome, deuxième, et Juan José Cobo. Ce dernier est déclassé pour dopage en 2019, ce qui permet à Froome et Wiggins de gagner une place chacun. En fin de saison, il termine deuxième au championnat du monde du contre-la-montre.

#### 2012: victoires au Tour de France et aux Jeux olympiques

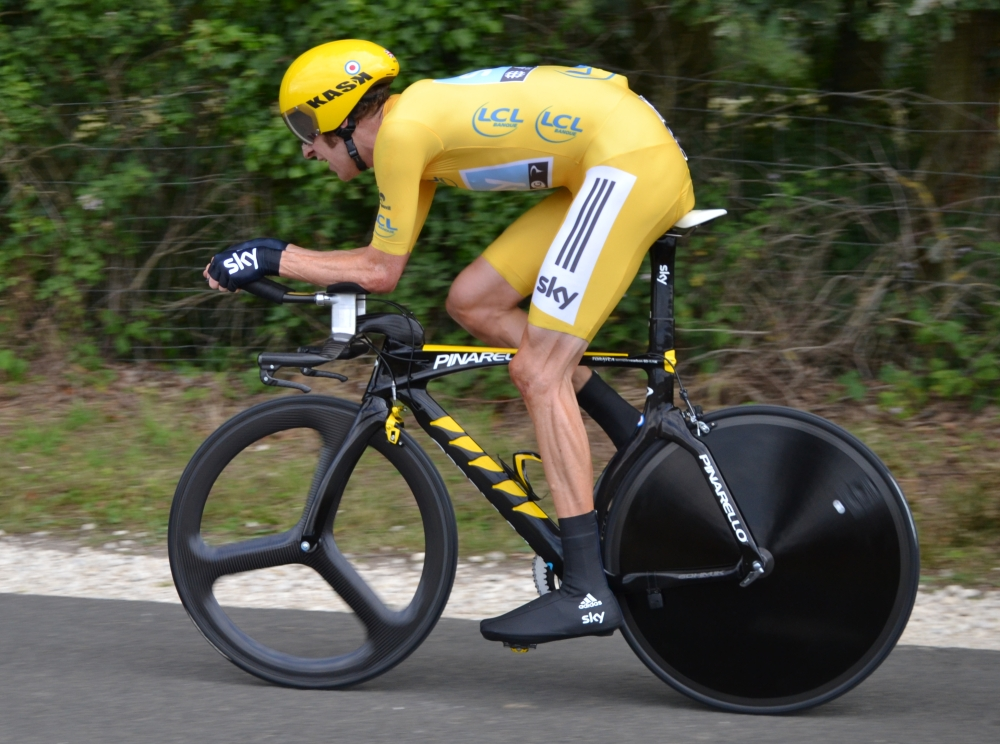
Vainqueur de la du Tour de France 2012.

En 2012, il termine troisième du Tour de l'Algarve en remportant le contre-la-montre final. Il remporte ensuite Paris-Nice en remportant la dernière étape, un contre-la-montre en côte au col d'Èze. Il s'agissait d'« un objectif important pour [lui] », en lui-même mais aussi en vue du Tour de France. Il remporte ensuite le Tour de Romandie, ainsi que deux étapes puis obtient une deuxième victoire consécutive sur le Critérium du Dauphiné dont il remporte le contre-la-montre. Lors du Tour de France, il s'empare du maillot jaune au soir de la 7e étape et remporte ensuite la 9e étape contre-la-montre. Wiggins accompagné de son lieutenant Christopher Froome en montagne, conserve son maillot jaune lors du passage des Pyrénées. Il remporte ensuite la 19e étape, un contre-la-montre entre Bonneval et Chartres, devant Froome et Luis León Sánchez. Le 22 juillet, il devient le premier Britannique vainqueur d'un Tour de France, devant son coéquipier et compatriote Christopher Froome, et l'Italien Vincenzo Nibali.
Le 30 juillet, il est équipier de Mark Cavendish, favori de la course en ligne des Jeux olympiques de Londres, en roulant durant toute la course pour essayer de contrôler les attaques. L'équipe de Grande-Bretagne subit une défaite : Mark Cavendish, 29e, est le premier Britannique. Wiggins s'impose quelques jours plus tard, lors de l'épreuve contre-la-montre, disputée sur 44 kilomètres. Il devance de 42 secondes Tony Martin et d'une minute et huit secondes Christopher Froome, son coéquipier britannique. Avec cette septième médaille olympique, il devient l'athlète britannique le plus médaillé aux Jeux,.
Après ce succès, il renonce à disputer le championnat du monde du contre-la-montre en septembre, expliquant ne pas pouvoir s'entraîner suffisamment pour y viser la victoire, du fait entre autres des obligations consécutives à ses succès de l'été. Il participe au Tour de Grande-Bretagne dans un rôle d'équipier, puis à la course en ligne des championnats du monde, avec pour leader Jonathan Tiernan-Locke, révélation britannique de l'année. Celui-ci prend la 19e place tandis que Wiggins ne termine pas la course.
À l'issue de cette saison, il reçoit la récompense de sportif de l'année de la BBC. En janvier, il est fait Knight Bachelor, en même temps que David Brailsford, pour services rendus au cyclisme,.

#### 2013
Aligné sur le Tour d'Italie, Bradley Wiggins se retrouve, après dix étapes, relégué à la quatrième position du classement général, derrière Vincenzo Nibali, Cadel Evans et Robert Gesink. Il perd plus de trois minutes lors de la 12e étape (Longarone-Trévise), pointant alors à plus de cinq minutes du premier et futur vainqueur de l'édition, Nibali, et décide de ne pas prendre le départ le lendemain.
Le 31 mai, il renonce à défendre son titre au Tour de France, à la suite d'une infection pulmonaire et d'une blessure au genou.

#### 2014: champion du monde du contre-la-montre

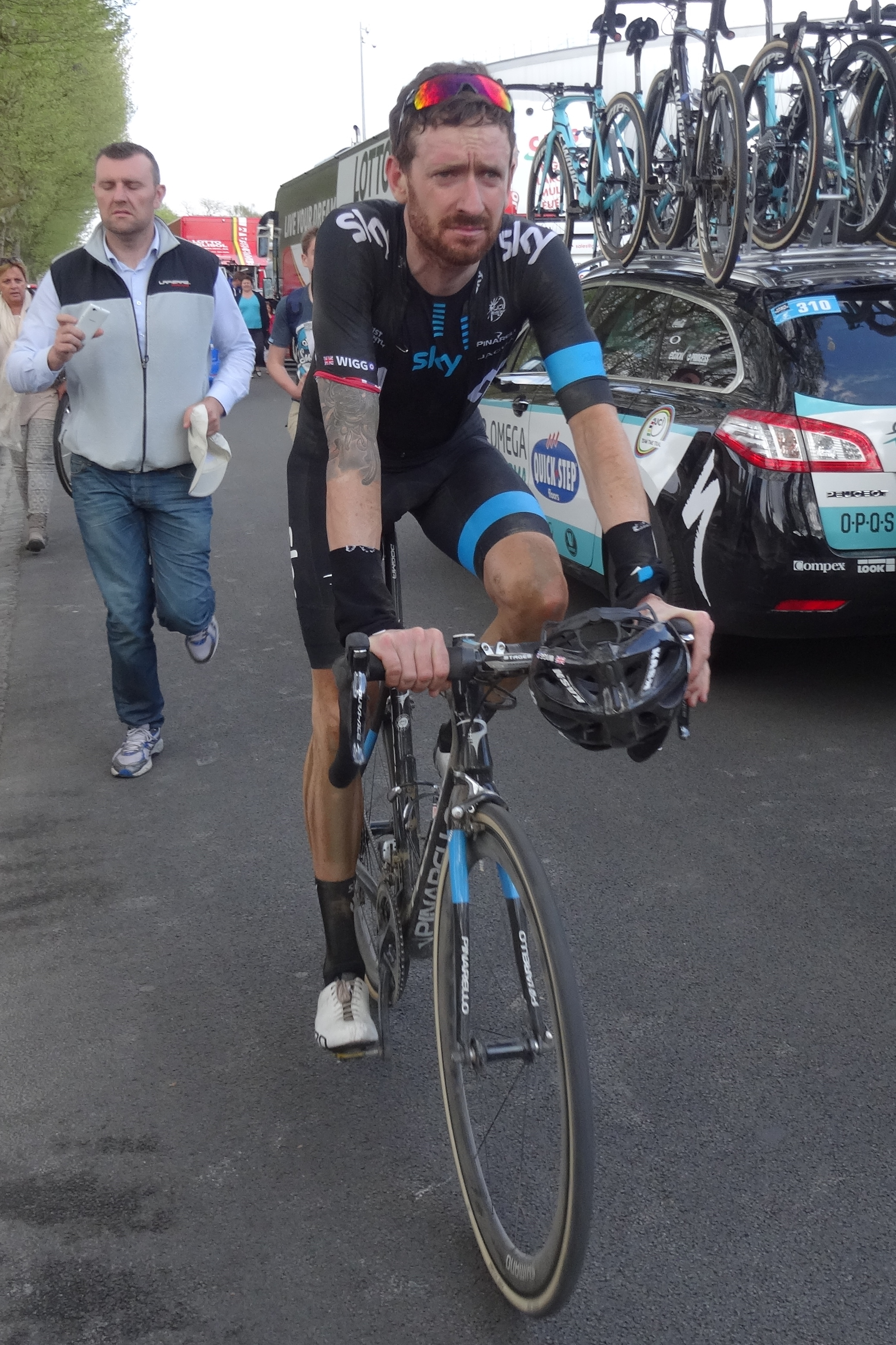
Bradley Wiggins à l'arrivée du Paris-Roubaix 2014

Aligné sur Paris-Roubaix, Wiggins termine à la 9e place, dans le même temps que les meilleurs. Il est le premier vainqueur du Tour de France à terminer parmi les dix premiers de cette course depuis l'Américain Greg LeMond en 1992.
Il n'a pas été sélectionné par son équipe Sky pour le Tour de France 2014, celle-ci étant « articulée autour de Chris Froome ».
Initialement présélectionné pour le contre-la-montre et la course en ligne des championnats du monde, il est finalement retenu pour le contre-la-montre. Le 24 septembre, il remporte le titre mondial du contre-la-montre à Ponferrada devant le triple tenant du titre Tony Martin.

#### 2015-2016: recordman de l'heure et cinquième titre olympique

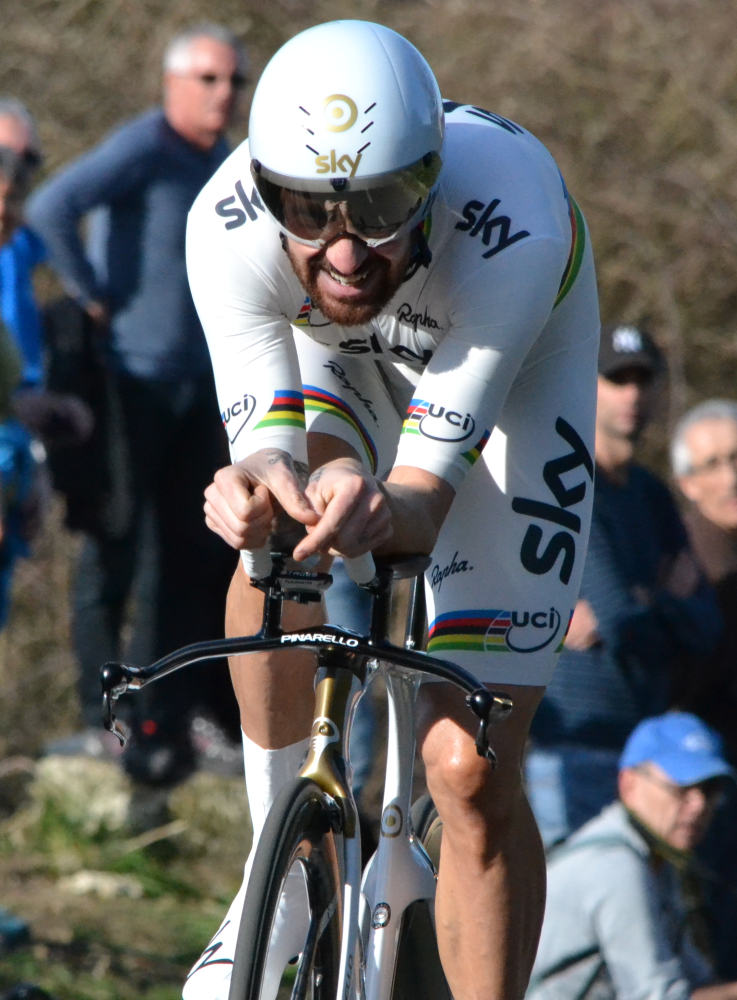
Bradley Wiggins au Paris-Nice 2015.

Le 5 janvier 2015, l'équipe Sky annonce la prolongation du contrat de Wiggins jusqu'à la fin du mois d'avril, incluant une participation à Paris-Roubaix, où Wiggins a pour ambition de faire mieux que sa 9e place acquise en 2014. Il bénéficie pour préparer cette course des conseils de Johan Museeuw, triple ancien vainqueur dans les années 1990 et 2000. Après avoir attaqué en vain, il se classe finalement 18e. En mai, il participe au sein de son équipe continentale Wiggins au premier Tour de Yorkshire, où il devait s'agir de sa dernière course sur route. Il repousse son départ sur route et participe également au Tour de Grande-Bretagne en septembre. Il continue sa carrière sur piste avec comme objectifs le record de l'heure en juin et les Jeux olympiques de Rio en 2016. Le 7 juin 2015, il bat le record de l'heure à Londres en parcourant 54,526 km.
En 2016, il devient à domicile pour la deuxième fois champion du monde de l'américaine (avec Mark Cavendish). Il est également médaillé d'argent en poursuite par équipes. Il focalise sa saison sur les Jeux olympiques de Rio, disputés en août, participant à de rares courses sur route. L'équipe britannique réalise le meilleur temps des qualifications, puis bat l'Australie en finale, avec un nouveau record du monde en 3 min 50 s 265. Le record est battu deux ans plus tard par les Australiens aux Jeux du Commonwealth 2018 en 3 min 49 s 804. Il s'agit de sa huitième médaille olympique et sa cinquième en or. Il annonce vouloir se retirer de la compétition lors des Six jours de Gand en novembre. Il prévoit d'étendre ses activités dans le soutien et le fonctionnement de l'équipe Wiggins, y compris dans le but de créer une équipe féminine.

### Reconversion
Cependant, il ne raccroche pas avec le sport de haut-niveau, puisqu'il annonce son souhait de participer aux Jeux olympiques de Tokyo en 2020 en aviron. Cette reconversion est liée à ses encourageantes performances à l'entrainement sur rameur indoor. Ainsi en décembre 2017, il participe aux championnats d'aviron indoor d'Angleterre (où il termine 21e), réalisant un chrono insuffisant au regard d'une sélection en équipe nationale.
Il décide en septembre 2018 de renoncer à son objectif de haut-niveau en aviron, invoquant un manque de temps : « Je m'entraîne encore la plupart du temps, mais j'ai décidé de ne pas aller aux JO parce que j'ai beaucoup trop de choses à faire. Je n'ai pas eu le temps de m'entraîner trois fois par jour. Au niveau que je veux atteindre, c'est comme un boulot à plein temps ».
En 2019, il travaille comme consultant pour la chaîne Eurosport sur le Tour de France. Alors que l'équipe Wiggins s'arrête à l'issue de la saison 2019, Bradley Wiggins liquide deux entreprises liées à son image et son équipe avec 1 million de livres sterling de dettes. En novembre 2022, il doit vendre une propriété afin de rembourser une partie des dettes.

### Vie privée
Bradley Wiggins est marié à Catherine (née Cockran), qu'il a rencontré lors des Jeux du Commonwealth de 2002. Ils ont trois enfants ensemble, Ben (également coureur cycliste), Rebekah et Isabella. La famille vit à Eccleston, dans le Lancashire, près du vélodrome de Manchester,. Le couple se sépare en mai 2020.
Wiggins a enduré une relation difficile avec son père Gary Wiggins, qui n'est pas rentré en contact avec Bradley pendant 14 ans, après avoir quitté la famille quand Bradley avait deux ans. Bradley savait seulement que son père était un cycliste professionnel. Leur première rencontre date de 1999, alors que Bradley se trouve dans un camp d'entraînement en Australie. Il rencontre également à cette occasion ses deux demi-sœurs issues de relations que son père avait eues en Australie avant et après celle avec sa mère. Ils se sont ensuite retrouvés l'année suivante, lorsque Bradley, de retour en Australie à l'entraînement est sorti trois semaines à l'avance pour rester avec Gary. Bradley a rapidement été déçu par les problèmes d'alcool et de drogue de son père, et ils ne se sont plus jamais revus. Gary Wiggins est décédé en 2008 après une rixe à Aberdeen, en Nouvelle-Galles du Sud, à l'âge de 55 ans. Bradley n'a pas assisté aux funérailles.
En avril 2022, il révèle dans une interview avec Men's Health avoir été agressé sexuellement par un entraîneur de cyclisme à l'âge de 13 ans. Il explique ne pas avoir parlé de ce traumatisme à son beau-père, car celui-ci était violent envers lui.

## Wiggins dans le peloton

### Position sur le dopage
En juin 2011, Bradley Wiggins, qui vient de remporter le Critérium du Dauphiné, dénonce ouvertement la participation d'Alberto Contador au prochain Tour de France : « Sportivement, ce n'est pas une bonne chose qu'un gars testé quatre fois positif soit dans la course. C'est mauvais aussi pour toutes les équipes qui se battent pour être propres, c'est le cas de notre équipe Sky ».
En juillet 2012, alors qu'il porte le maillot jaune du Tour de France, Bradley Wiggins s'agace des allégations de dopage qui circulent à son sujet, « sur les réseaux sociaux, à l'abri de l'anonymat ». Il publie dans The Guardian une longue tribune intitulée « I can never dope because it would cost me everything », dans laquelle il affirme avoir refusé le dopage tout au long de sa carrière, racontant comment il a été choqué par le contrôle positif de Cristian Moreni, et le retrait de l'équipe Cofidis à laquelle il appartenait, « au point de jeter son maillot dans une poubelle [de l'aéroport de Pau] pour ne pas être associé à l'affaire ».
Il poursuit : « les raisons pour lesquelles je ne me doperai jamais n’ont pas bougé. Pour ma famille, la vie que j’ai construite et la peur constante de se faire prendre, je ne consommerai jamais cette drogue ». « Ce n’est que du sport. Le dopage n’en vaut tout simplement pas la peine. Gagner le Tour de France à tout prix ne vaut pas le risque de perdre tout cela. Ce que j’aime, c’est faire de mon mieux et travailler dur. Si je sens que je dois prendre des médicaments, j’arrêterai demain. »
Bradley Wiggins explique enfin qu'il a construit sa carrière dans un contexte différent de beaucoup d'autres coureurs : « Il y a une culture différente du cyclisme en Grande-Bretagne. Un pays où le dopage n'est pas moralement acceptable. L'attitude par rapport au dopage est différente en Grande-Bretagne qu'en Italie ou en France peut-être, où un coureur comme Richard Virenque peut se doper, être pris, être banni, et revenir en tant que héros ».
L'utilisation de corticoïdes fait que sa position concernant le dopage est ambiguë. En septembre 2016, des hackers russes, les Fancy Bears, révèlent la prise d'un stéroïde interdit, le triamcinolone, par Bradley Wiggins : celui-ci répond qu'il bénéficiait d'une autorisation d'utilisation thérapeutique (AUT) en raison de son asthme. Le 5 mars 2018, un rapport de la Chambre des communes accuse l'équipe Sky d'avoir « utilisé des médicaments, dans le cadre des règles de l'AMA, pour améliorer les performances des coureurs et pas seulement pour traiter un problème médical », en particulier pour améliorer le rapport puissance/poids de Bradley Wiggins avant le Tour de France, en 2011 et 2012,.

### Performances, capacités physiques
Frédéric Portoleau « calcule depuis les années 90 les puissances développées par les coureurs du Tour de France ». Il estime que « sur l’ensemble du Tour 2012, [la performance de Bradley Wiggins] se situe entre celle d’Evans l’an dernier et celle de Schleck en 2010 ». « Dans la hiérarchie des meilleures performances des vainqueurs du Tour, établie par Frédéric Portoleau, Wiggins se situe à égalité avec Cadel Evans (Alpe d’Huez 2006), Laurent Fignon (Superbagnères 1989) et Greg LeMond (Avoriaz 1985). Il est à distance raisonnable d’Andy Schleck (Tourmalet 2010) et Alberto Contador (plateau de Beille 2007) ». Wiggins, Christopher Froome et Vincenzo Nibali ont développé dans les derniers cols des étapes de haute montagne une puissance de 415 watts en moyenne dans les cols de fin d’étape. Ce chiffre est supérieur aux 410 watts moyens dans les cols de fin d’étape qu'Antoine Vayer considère comme le seuil du dopage « avéré »,. Pour l'entraîneur Aldo Sassi, « un effort prolongé à 6,2 W/kg (watt/kilogramme) en fin d’étape pouvait constituer un signe de dopage. Bradley Wiggins est en dessous, avec un record – pour un col long en fin d’étape – à 6,05 W/kg dans Peyresourde. Frédéric Grappe, maître de conférences à l’université de Besançon et entraîneur de l’équipe Française des Jeux, situe la limite physiologique à 5,5 W/kg pour une ascension longue de 45 minutes, et autour de 5,8 W/kg pour des efforts d’une demi-heure. Selon les calculs de Frédéric Portoleau, les dix premiers du classement général ont, à un moment ou l’autre de ce Tour, dépassé ces puissances en fin d’étape ».

## Palmarès, résultats, classements et distinctions

### Palmarès sur piste

#### Jeux olympiques
- Sydney 2000
  -  Médaille de bronze de la poursuite par équipes
  - 4e de l'américaine
- Athènes 2004
  -  Champion olympique de la poursuite individuelle
  -  Médaille d'argent de la poursuite par équipes
  -  Médaille de bronze de l'américaine
- Pékin 2008
  -  Champion olympique de poursuite individuelle
  -  Champion olympique de la poursuite par équipes (avec Edward Clancy, Paul Manning et Geraint Thomas)
  - 9e de l'américaine
- Rio 2016
  -  Champion olympique de poursuite par équipes (avec Steven Burke, Owain Doull, Edward Clancy)

#### Championnats du monde
- Berlin 1999
  - 10e de l'américaine
- Manchester 2000
  -  Médaillé d'argent de la poursuite par équipes
- Anvers 2001
  -  Médaillé d'argent de la poursuite par équipes
  - 8e de la poursuite individuelle
- Ballerup 2002
  -  Médaillé de bronze de la poursuite par équipes
  - 5e de la poursuite individuelle
- Stuttgart 2003
  -  Champion du monde de poursuite individuelle
  -  Médaillé d'argent de la poursuite par équipes
- Palma de Majorque 2007
  -  Champion du monde de poursuite individuelle
  -  Champion du monde de poursuite par équipes (avec Ed Clancy, Geraint Thomas et Paul Manning)
- Manchester 2008
  -  Champion du monde de poursuite individuelle
  -  Champion du monde de poursuite par équipes (avec Ed Clancy, Geraint Thomas et Paul Manning)
  -  Champion du monde de l'américaine (avec Mark Cavendish)
- Londres 2016
  -  Champion du monde de l'américaine (avec Mark Cavendish)
  -  Médaillé d'argent de la poursuite par équipes

#### Championnats du monde juniors
- 1998
  -  Champion du monde de poursuite individuelle juniors

#### Coupe du monde
- 2000
  - 3e de la poursuite par équipes à Turin
- 2001
  - 2e de la poursuite à Pordenone
  - 2e de la poursuite par équipes à Pordenone
  - 2e de la poursuite par équipes à Szczecin
- 2006-2007
  - 1er de la poursuite à Manchester
  - 1er de la poursuite par équipes à Manchester (avec Robert Hayles, Edward Clancy et Paul Manning)
- 2007-2008
  - 1er de la poursuite à Pékin
  - 1er de la poursuite par équipes à Pékin (avec Steve Cummings, Edward Clancy et Chris Newton)
  - 2e de l'américaine à Pékin
- 2010-2011
  - 1er de la poursuite par équipes à Manchester (avec Geraint Thomas, Edward Clancy et Steven Burke)

#### Jeux du Commonwealth
- 1998
  -  Médaillé d'argent de la poursuite par équipes
- Manchester 2002
  -  Médaillé d'argent de la poursuite individuelle
  -  Médaillé d'argent de la poursuite par équipes
- Glasgow 2014
  -  Médaillé d'argent de la poursuite par équipes

#### Six jours
- Six jours de Gand : 2003 (avec Matthew Gilmore), 2016 (avec Mark Cavendish)

#### Championnats d'Europe
| Édition / Épreuve   | Poursuite individuelle | Poursuite par équipes                                                                  | Course derrière derny |
| Brno 2001 (espoirs) | Or                     |                                                                                        |                       |
| 2003                |                        |                                                                                        | Or                    |
| Granges 2015        |                        | Or (avec Jonathan Dibben, Owain Doull, Andrew Tennant, Steven Burke et Matthew Gibson) |                       |

#### Championnats nationaux
- Champion de Grande-Bretagne de course aux points juniors en 1997 et 1998
- Champion de Grande-Bretagne du scratch juniors en 1997 et 1998
- Champion de Grande-Bretagne de poursuite juniors en 1998
- Champion de Grande-Bretagne de l'américaine en 1999 (avec Rob Hayles)

#### Records
Bradley Wiggins détient le record de l'heure entre le 7 juin 2015 et le 15 avril 2019. Il a réalisé ce record à Londres, en parcourant 54,526 km, soit 1,59 km de plus que le précédent record, réalisé cinq jours plus tôt par Alex Dowsett. Son record est battu le 16 avril 2019 par le Belge Victor Campenaerts en 55,089 km, mais sur un vélodrome en altitude, contrairement à Wiggins.
En poursuite individuelle, Bradley Wiggins détient le record olympique depuis les Jeux olympiques de 2008, lors desquels il a parcouru les quatre kilomètres en 4 minutes 15 secondes 031. Il a battu à cette occasion son propre record olympique, établi lors des Jeux de 2004 en 4 minutes 15 secondes 165. Il n'a en revanche jamais battu le record du monde, détenu notamment de 1996 à 2011 par son compatriote Chris Boardman en 4 minutes 11 secondes 114.
En poursuite par équipes, Bradley Wiggins a battu cinq fois le record du monde avec l'équipe de Grande-Bretagne, et détient le record actuel. Lors des championnats du monde de 2008 à Manchester, il réalise avec Edward Clancy, Geraint Thomas et Paul Manning le temps de 3 minutes 56 secondes 322 et bat le record détenu depuis les Jeux olympiques de 2004 par les Australiens Luke Roberts, Bradley McGee, Brett Lancaster et Graeme Brown. Lors des Jeux olympiques de 2008, ils battent à deux reprises leur record, en 3 minutes 55 secondes 202 puis 3 minutes 53 secondes 314. Ce record a de nouveau été battu par l'équipe britannique, sans Bradley Wiggins, lors des championnats du monde de 2012, en 3 minutes 53 secondes 295, puis aux Jeux olympiques de 2012 où l'équipe britannique, toujours sans Wiggins, bat le record du monde et record olympique en 3 minutes 51 secondes 659. De retour sur piste en 2016, Wiggins forme avec Steven Burke, Owain Doull et Edward Clancy l'équipe britannique qui bat deux fois le record du monde lors des Jeux de Rio, en 3 min 50 s 570 au premier tour, puis 3 min 50 s 265 en finale.

### Palmarès sur route

#### Par année
| - 1997 - Série Sur Route Masculine Junior Britannique - 2001 - Flèche du Sud : - Classement général - 1re étape - Cinturón a Mallorca : - Classement général - Prologue et 1re étape - 3e du Tour de Rhodes - 2002 - 2e du Lincoln Grand Prix - 2003 - 1re étape du Tour de l'Avenir (contre-la-montre) - 2004 - 2e du Colne Grand Prix - 2005 - 2e étape du Circuit de Lorraine (contre-la-montre) - 8e étape du Tour de l'Avenir - 7e du championnat du monde du contre-la-montre - 2007 - Prologue des Quatre Jours de Dunkerque - Prologue du Critérium du Dauphiné libéré - 4e étape du Tour du Poitou-Charentes (contre-la-montre) - Duo normand (avec Michiel Elijzen) - 10e du championnat du monde du contre-la-montre - 2009 - Champion de Grande-Bretagne du contre-la-montre - 1re étape du Tour du Qatar (contre-la-montre par équipes) - 3eb étape des Trois Jours de La Panne (contre-la-montre) - Beaumont Trophy - Herald Sun Tour : - Classement général - 5e étape (contre-la-montre) - 3e du Tour de France, - 2010 - Champion de Grande-Bretagne du contre-la-montre - 1re étape du Tour du Qatar (contre-la-montre par équipes) - 1re étape du Tour d'Italie (contre-la-montre) - 3e du Tour de Murcie - 2011 - Champion de Grande-Bretagne sur route - 4e étape du Tour de Bavière (contre-la-montre) - Classement général du Critérium du Dauphiné - Médaillé d'argent au championnat du monde du contre-la-montre - 2e du Tour d'Espagne - 3e de Paris-Nice | - 2012 - Champion olympique du contre-la-montre - 5e étape du Tour de l'Algarve (contre-la-montre) - Paris-Nice : - Classement général - 8e étape (contre-la-montre) - Tour de Romandie : - Classement général - 1re et 5e étapes (contre-la-montre) - Critérium du Dauphiné : - Classement général - 4e étape (contre-la-montre) - Tour de France - Classement général - 9e (contre-la-montre) et 19e étapes (contre-la-montre) - 2e de l'UCI World Tour - 3e du Tour de l'Algarve - 2013 - 1reb étape du Tour du Trentin (contre-la-montre par équipes) - 2e étape du Tour d'Italie (contre-la-montre par équipes) - 7e étape du Tour de Pologne (contre-la-montre) - Tour de Grande-Bretagne : - Classement général - 3e étape (contre-la-montre) - Médaillé d'argent au championnat du monde du contre-la-montre - 5e du Tour de Catalogne - 2014 - Champion du monde du contre-la-montre - Champion de Grande-Bretagne du contre-la-montre - Tour de Californie : - Classement général - 2e étape (contre-la-montre) - 8ea étape du Tour de Grande-Bretagne (contre-la-montre) - 3e du Tour de Grande-Bretagne - 9e de Paris-Roubaix - 2015 - 3eb étape des Trois Jours de La Panne (contre-la-montre) - 3e des Trois Jours de La Panne |  |

#### Résultats sur les grands tours

##### Tour de France
6 participations
- 2006 : 124e
- 2007 : retrait de l'équipe Cofidis (16e étape)
- 2009 : 3e[n 8],[1]
- 2010 : 24e
- 2011 : abandon (7e étape)
- 2012 :  Vainqueur du classement général, vainqueur des 9e (contre-la-montre) et 19e (contre-la-montre) étapes,  maillot jaune pendant 14 jours

##### Tour d'Italie
6 participations
- 2003 : hors délais (18e étape)[22]
- 2005 : 123e
- 2008 : 134e
- 2009 : 71e

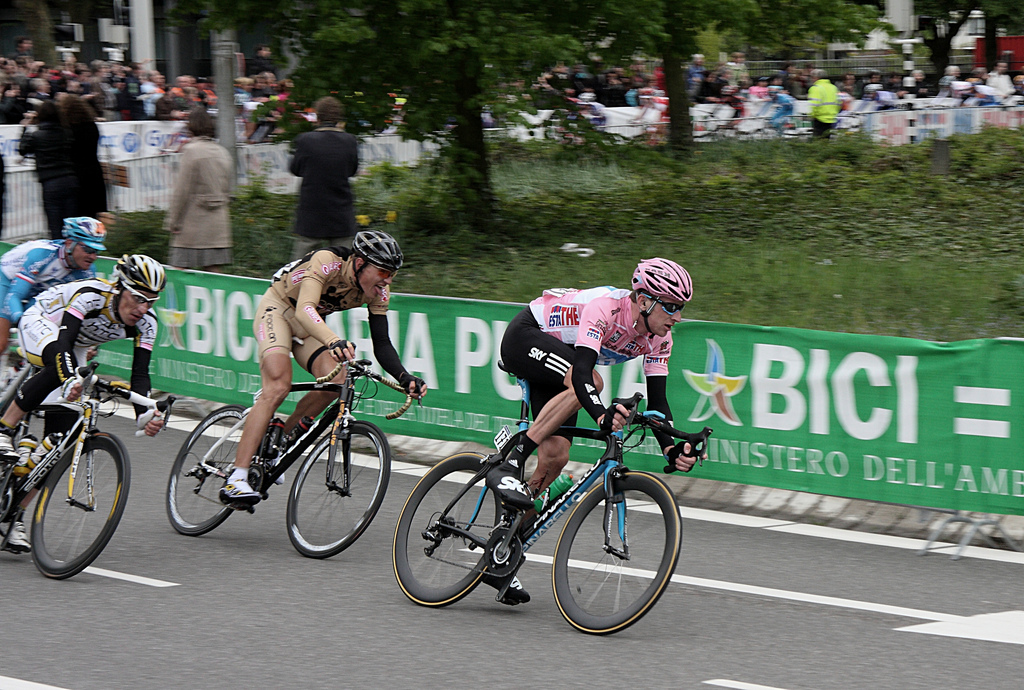
Bradley Wiggins, maillot rose du Tour d'Italie 2010.

- 2010 : 40e, vainqueur de la 1re étape,  maillot rose pendant 1 jour
- 2013 : non-partant (13e étape), vainqueur de la 2e étape (contre-la-montre par équipes)

##### Tour d'Espagne
1 participation
- 2011 : 2e,  maillot rouge pendant 4 jours

#### Classements mondiaux
Jusqu'en 2004, le classement UCI concerne tous les coureurs ayant obtenu des points lors de courses du calendrier international de l'Union cycliste internationale (324 courses en 2004). En 2005, l'UCI ProTour et les circuits continentaux sont créés, ayant chacun leur classement. De 2005 à 2008, le classement de l'UCI ProTour classe les coureurs membres d'équipes ProTour en fonction des points qu'ils ont obtenus lors des courses du calendrier UCI ProTour, soit 28 courses en 2005, 27 en 2006, 26 en 2007. En 2008, le calendrier du ProTour est réduit à 15 courses en raison du conflit entre l'UCI et les organisateurs de plusieurs courses majeures. Les trois grands tours, Paris-Roubaix, la Flèche wallonne, Liège-Bastogne-Liège, le Tour de Lombardie, Tirreno-Adriatico et Paris-Nice ne sont donc pas pris en compte dans le classement ProTour 2008. En 2009 et 2010, un « classement mondial UCI » remplace le classement ProTour. Il prend en compte les points inscrits lors des courses ProTour et des courses qui n'en font plus partie, regroupées dans un « calendrier historique », soit au total 24 courses en 2009 et 26 en 2010. Ce nouveau classement prend en compte les coureurs des équipes continentales professionnelles. En 2011, l'UCI ProTour devient l'UCI World Tour et reprend dans son calendrier les courses qui l'avaient quitté en 2008. Il comprend 27 courses en 2011.
Bradley Wiggins apparaît pour la première fois au classement UCI en 2000. Il obtient son meilleur classement en 2012 : 2e.
| Année                  | 2000   | 2001 | 2002   | 2003 | 2004 | 2005 | 2006 | 2007 | 2008 | 2009 | 2010 | 2011 | 2012 | 2013 | 2014 | 2015 |
| ---------------------- | ------ | ---- | ------ | ---- | ---- | ---- | ---- | ---- | ---- | ---- | ---- | ---- | ---- | ---- | ---- | ---- |
| Classement UCI         | 1 020e | 986e | 1 050e | 603e | 991e |      |      |      |      |      |      |      |      |      |      |      |
| Classement ProTour     |        |      |        |      |      | nc   | nc   | 192e | nc   |      |      |      |      |      |      |      |
| Calendrier mondial UCI |        |      |        |      |      |      |      |      |      | 29e  | 132e |      |      |      |      |      |
| UCI World Tour         |        |      |        |      |      |      |      |      |      |      |      | 9e   | 2e   | 72e  | 129e | nc   |

### Distinctions
- Knight Bachelor
- Commandeur de l'Ordre de l'Empire britannique
- Vélo d'or en 2012
- Sportif de l'année de la BBC en 2012
- Trophée Flandrien international en 2012
- UEC Hall of Fame[143]